# Mary Njoku
Mary Nnenna Njoku (còn được biết đến dưới tên Mary Remmy, Mary Remmy Njoku, sinh ngày 20 tháng 3 năm 1985) là nữ diễn viên và nhà sản xuất phim người Nigeria. Cô cũng là CEO của xưởng sản xuất phim Rok Studios. Cô sản xuất và đóng vai nữ chính trong các bộ phim như Thy Will be Done, Husbands of Lagos; đóng vai nữ chính và đạo diễn phim Single Ladies và Festac Town.

## Đầu đời và giáo dục
Mary Njoku là người con thứ sáu trong gia đình 8 người. Cô sinh ra ở Amuwo Odofin, Lagos, Nigeria và sống tại Nsukka, bang Enugu. Cô học trường trung học Amuwo Odofin, trường Đại học Quốc gia Bagada và trường trung học Thị trấn Navy. Cô có bằng tốt nghiệp ngành Tin học. Năm 2010, Njoku theo học tại Đại học bang Lagos và lấy bằng Ngôn ngữ Anh. Năm 2012, Njoku theo học tại Học viện Điện ảnh Luân Đôn ở Anh, tại đó cô tham gia khóa học sản xuất phim. Hồi nhỏ, cô có niềm đam mê diễn xuất và bắt đầu lên sân khấu khi còn học cấp hai. Njoku gia nhập ngành công nghiệp Nollywood năm 2003, ở tuổi 17.

## Sự nghiệp
Njoku xuất hiện lần đầu tiên trong bộ phim sản xuất năm 2004 tại Nollywood mang tựa đề 'Home Sickness', đóng cùng với Chioma Chukwuka Akpotha. Cô trở nên nổi tiếng khi góp mặt trong bộ phim bom tấn Nollywood nổi tiếng mang tên 'Blackberry Babes' năm 2011  Từ năm 2011 đến 2013, Njoku sản xuất nền tảng YouTube mang tên iROKtv với nội dung phỏng vấn những người nổi tiếng tại Nigeria, đưa tin các sự kiện mà Afrobeats và Nollywood tổ chức. Năm 2015, Njoku trở thành Giám đốc nội dung tại IROKO Partners. Tháng 3 năm 2015, cô tổ chức buổi ra mắt đầu tiên cho bộ phim của mình ra toàn thế giới tại rạp chiếu phim BFI IMAX ở London. Bộ phim mang tựa đề Thy Will Be Done, và đây buổi ra mắt phim Nollywood đầu tiên tại IMAX. Tháng 8 năm 2018, Njoku sản xuất bộ phim Nwanyioma, trong đó vai diễn yêu cầu cô phải cạo trọc đầu hoàn toàn .

## Phim trường Rok Studios
Vào tháng 8 năm 2013, Njoku thành lập phim trường Rok Studios. Kể từ khi ra mắt, ROK Studios sản xuất các bộ phim và phim truyền hình như Festac Town, Single Ladies, Body language, Losing Control và [./https://en.wikipedia.org/wiki/Husbands_of_Lagos Husbands of Lagos]. Năm 2016, Njoku ra mắt Rok Studios trên Sky, mạng lưới phát sóng trên khắp Vương quốc Anh. Để ăn mừng lễ ra mắt, một số đồng nghiệp Nollywood của cô đã tham dự buổi dạ tiệc ra mắt diễn ra tại Ủy ban Cao cấp Nigeria ở Anh. Cùng năm đó, Njoku cũng ra mắt Rok Studios trên DSTV, mạng lưới phát sóng trên khắp châu Phi. Tháng 4 năm 2018, Rok Studios đã ra mắt hai kênh mới, ROK 2 và ROK 3, để đáp ứng nhu cầu xem ngày càng tăng của Rok trên DSTV. ROK 2 cung cấp nội dung giới thiệu nguồn gốc của Nollywood. ROK 3 mang nội dung chủ yếu là tìm tài năng Ghana.

## Spark
Tháng 8 năm 2013, cùng với các đối tác kinh doanh của mình là Jason Njoku và Bastian Gotter, Njoku cho ra mắt một phương tiện đầu tư trị giá 2 triệu đô la cho các công ty khởi nghiệp Internet có trụ sở ở Lagos mang tên Spark.

## Đời tư
Ngày 18 tháng 8 năm 2012, Mary Njoku kết hôn với doanh nhân người Anh gốc Nigeria, nhà đầu tư khởi nghiệp châu Phi Jason Njoku tại Festac, Lagos, trước mặt gia đình, bạn bè và đồng nghiệp. Con trai đầu Jason Obinna Njoku ra đời ngày 30 tháng 7 năm 2013. Con thứ hai Nwakaego Annabelle Njoku chào đời ngày 24 tháng 8 năm 2015. Con thứ ba Amber Nnenna Njoku ra đời ngày 4 tháng 8 năm 2017.